# Maksym Stienkowy
Maksym Wiktorowycz Stienkowy, uk. Максим Вікторович Стєнковий (ur. 16 sierpnia 1982 w Nikopolu) – ukraiński wspinacz sportowy. Specjalizował się we wspinaczce na czas. Dwukrotny mistrz świata z 2001 oraz z 2003. Podwójny mistrz Europy z 2000 oraz z 2002.

## Kariera sportowa
W  szwajcarskim mieście Winterthur w 2001 zdobył złoty medal mistrzostw świata we wspinaczce sportowej w konkurencji na czas, który obronił na kolejnych w 2003 w Chamonix. W 2005 roku w niemieckim Monachium na mistrzostwach świata zdobył srebrny medal we wspinaczce sportowej w konkurencji na czas przegrywając w finale z Rosjaninem Jewgienijem Wajcechowskim.
Na mistrzostwach Europy we wspinaczce sportowej w konkurencji na czas zdobył złote medale; w 2000 w Monachium oraz we francuskim Chamonix w 2002. W 2004 roku we włoskim Lecco zdobył srebrny, a w 2008 w Paryżu brązowy medal mistrzostw Europy.
Wielokrotny uczestnik, medalistka prestiżowych, elitarnych zawodów wspinaczkowych Rock Master we włoskim Arco, gdzie zdobył srebrny medal w roku 2008.

## Osiągnięcia

### Mistrzostwa świata
| Konkurencje  | 1999 | 2001 | 2003 | 2005 | 2007 | 2009 |
| Wsp. na czas | 5-8  | 1    | 1    | 2    | 7    | 9    |

### Mistrzostwa Europy
| Konkurencje  | 2000 | 2002 | 2004 | 2006 | 2008 | 2010 |
| Wsp. na czas | 1    | 1    | 2    | 6    | 3    | 9    |

### Rock Master
| Konkurencje  | 2001 | 2002 | 2008 | 2009 |
| Wsp. na czas | 5    | 4    | 2    | 10   |

## Życie prywatne
Mąż Anny (ur. 1984), która uprawiała również wspinaczkę sportową (reprezentowała Rosję), specjalizowała się również w konkurencji na czas (była dwukrotną mistrzynią Europy; w 2004 oraz w 2006). Mają dwie córki Jewę (2010) i Nelli (2012).